# Zlatotopka
Zlatotopka (lat. i engl. aqua regia; carska voda, po engl. IUPAC-u: nitric acid hydrochloride, HNO3+3 HCl) je smjesa koncentrirane dušične (HNO3) i kloridne (HCl) kiseline u omjeru volumnom 1:3.

## Osobine i svojstva
Zlatotopka je jako oksidacijsko otapalo, tj. smjesa kiselina u kojoj se otapaju zlato, platina i paladij.

Sastoji se od jednoga obujamnoga dijela koncentrirane dušične kiseline (HNO3) i triju dijelova koncentrirane klorovodične kiseline (HCl).

Zbog vrlo jakog oksidirajućeg djelovanja koristi se za otapanje plemenitih metala (osim srebra s kojim tvori netopljivi klorid). Upotrebljava se za izdvajanje zlata, srebra i platinskih metala iz anodnog mulja preostala nakon elektrolitske rafinacije nikla i bakra.
Njena reakcija sa zlatom predstavlja se sljedećom kemijskom jednadžbom:
3HNO3 + 9HCl + 2Au → 2AuCl3 + 3NOCl + 6H2O
Otapanjem zlata u zlatotopci nastaju tetrakloraurat(III) ioni, što se izražava jednadžbom:
Au(s) + 4 H+ + NO3- + 4Cl- <--> AuCl4- + NO(g) + 2H2O